# Zarzecze (Lubcza)
Zarzecze – część wsi Lubcza w Polsce, położona w województwie świętokrzyskim, w powiecie jędrzejowskim, w gminie Wodzisław.
W latach 1975–1998 Zarzecze należało administracyjnie do województwa kieleckiego.